# Next Generation Hardcourts 2005 - Qualificazioni singolare
Le qualificazioni del singolare  del Next Generation Hardcourts 2005 sono state un torneo di tennis preliminare per accedere alla fase finale della manifestazione. I vincitori dell'ultimo turno sono entrati di diritto nel tabellone principale. In caso di ritiro di uno o più giocatori aventi diritto a questi sono subentrati i lucky loser, ossia i giocatori che hanno perso nell'ultimo turno ma che avevano una classifica più alta rispetto agli altri partecipanti che avevano comunque perso nel turno finale.
Le qualificazioni del torneo Next Generation Hardcourts 2005 prevedevano 32 partecipanti di cui 4 sono entrati nel tabellone principale.

## Teste di serie
1. Irakli Labadze (ultimo turno)
2. Nicolás Almagro (secondo turno)
3. Arnaud Clément (Qualificato)
4. Alex Bogomolov Jr. (ultimo turno)

1. Jean-René Lisnard (Qualificato)
2. Peter Luczak (primo turno)
3. Glenn Weiner (primo turno)
4. Amer Delić (Qualificato)

## Qualificati
1. Jean-René Lisnard
2. Sébastien de Chaunac

1. Arnaud Clément
2. Amer Delić

## Tabellone

### Legenda
| - Q = Qualificato - WC = Wild card - LL = Lucky loser | - ALT = Alternate - SE = Special Exempt - PR = Protected Ranking | - w/o = Walkover - r = Ritirato - d = Squalificato |

### Sezione 1
|  | Primo turno        | Primo turno        | Primo turno       | Primo turno | Primo turno |  |  | Secondo turno | Secondo turno      | Secondo turno      | Secondo turno     | Secondo turno     |   |   | Ultimo turno | Ultimo turno   | Ultimo turno   | Ultimo turno | Ultimo turno |  |
|  |                    |                    |                   |             |             |  |  |               |                    |                    |                   |                   |   |   |              |                |                |              |              |  |
|  | 1                  | Irakli Labadze     | Irakli Labadze    | 6           | 6           |  |  |               |                    |                    |                   |                   |   |   |              |                |                |              |              |  |
|  |                    | Chris Guccione     | Chris Guccione    | 1           | 4           |  |  | 1             | Irakli Labadze     | Irakli Labadze     | 6                 | 6                 |   |   |              |                |                |              |              |  |
|  | Todd Ley           | Todd Ley           | Todd Ley          | 6           | 6           |  |  |               | Todd Ley           | Todd Ley           | 3                 | 3                 |   |   |              |                |                |              |              |  |
|  | Craig Bankes       | Craig Bankes       | Craig Bankes      | 0           | 1           |  |  |               |                    |                    |                   |                   |   |   | 1            | Irakli Labadze | Irakli Labadze | 4            | 4            |  |
|  | Michael Ryderstedt | Michael Ryderstedt | 6                 | 3           | 6           |  |  |               |                    | 5                  | Jean-René Lisnard | Jean-René Lisnard | 6 | 6 |              |                |                |              |              |  |
|  | Vasilīs Mazarakīs  | Vasilīs Mazarakīs  | 3                 | 6           | 2           |  |  |               | Michael Ryderstedt | Michael Ryderstedt | 2                 | 4                 |   |   |              |                |                |              |              |  |
|  | 5                  | Jean-René Lisnard  | Jean-René Lisnard | 6           | 1           |  |  | 5             | Jean-René Lisnard  | Jean-René Lisnard  | 6                 | 6                 |   |   |              |                |                |              |              |  |
|  |                    | Lachlan Ferguson   | Lachlan Ferguson  | 2           | 0r          |  |  |               |                    |                    |                   |                   |   |   |              |                |                |              |              |  |

### Sezione 2
|  | Primo turno          | Primo turno          | Primo turno          | Primo turno | Primo turno |  |  | Secondo turno | Secondo turno        | Secondo turno        | Secondo turno | Secondo turno |   |   | Ultimo turno         | Ultimo turno         | Ultimo turno         | Ultimo turno | Ultimo turno |  |
|  |                      |                      |                      |             |             |  |  |               |                      |                      |               |               |   |   |                      |                      |                      |              |              |  |
|  | 2                    | Nicolás Almagro      | 4                    | 6           | 7           |  |  |               |                      |                      |               |               |   |   |                      |                      |                      |              |              |  |
|  |                      | Nathan Healey        | 6                    | 1           | 65          |  |  | 2             | Nicolás Almagro      | Nicolás Almagro      | 4             | 3             |   |   |                      |                      |                      |              |              |  |
|  | Sébastien de Chaunac | Sébastien de Chaunac | Sébastien de Chaunac | 7           | 6           |  |  |               | Sébastien de Chaunac | Sébastien de Chaunac | 6             | 6             |   |   |                      |                      |                      |              |              |  |
|  | Alan Mackin          | Alan Mackin          | Alan Mackin          | 6           | 2           |  |  |               |                      |                      |               |               |   |   | Sébastien de Chaunac | Sébastien de Chaunac | Sébastien de Chaunac | 6            | 6            |  |
|  | Sadik Kadir          | Sadik Kadir          | 5                    | 6           | 6           |  |  |               |                      | Sadik Kadir          | Sadik Kadir   | Sadik Kadir   | 4 | 3 |                      |                      |                      |              |              |  |
|  | Joel Kerley          | Joel Kerley          | 7                    | 1           | 2           |  |  | Sadik Kadir   | Sadik Kadir          | Sadik Kadir          | 6             | 6             |   |   |                      |                      |                      |              |              |  |
|  |                      | Adam Feeney          | Adam Feeney          | 6           | 6           |  |  | Adam Feeney   | Adam Feeney          | Adam Feeney          | 3             | 4             |   |   |                      |                      |                      |              |              |  |
|  | 7                    | Glenn Weiner         | Glenn Weiner         | 2           | 4           |  |  |               |                      |                      |               |               |   |   |                      |                      |                      |              |              |  |

### Sezione 3
|  | Primo turno   | Primo turno    | Primo turno    | Primo turno | Primo turno |  |  | Secondo turno | Secondo turno  | Secondo turno  | Secondo turno | Secondo turno |   |   | Ultimo turno | Ultimo turno   | Ultimo turno   | Ultimo turno | Ultimo turno |  |
|  |               |                |                |             |             |  |  |               |                |                |               |               |   |   |              |                |                |              |              |  |
|  | 3             | Arnaud Clément | Arnaud Clément | 6           | 6           |  |  |               |                |                |               |               |   |   |              |                |                |              |              |  |
|  |               | Jordan Kerr    | Jordan Kerr    | 4           | 1           |  |  | 3             | Arnaud Clément | Arnaud Clément | 6             | 6             |   |   |              |                |                |              |              |  |
|  | Raphael Durek | Raphael Durek  | Raphael Durek  | 6           | 7           |  |  |               | Raphael Durek  | Raphael Durek  | 4             | 1             |   |   |              |                |                |              |              |  |
|  | Rameez Junaid | Rameez Junaid  | Rameez Junaid  | 4           | 5           |  |  |               |                |                |               |               |   |   | 3            | Arnaud Clément | Arnaud Clément | 6            | 6            |  |
|  | Brian Baker   | Brian Baker    | Brian Baker    | 6           | 6           |  |  |               |                |                | Brian Baker   | Brian Baker   | 3 | 2 |              |                |                |              |              |  |
|  | Novak Đoković | Novak Đoković  | Novak Đoković  | 2           | 4           |  |  | Brian Baker   | Brian Baker    | 63             | 6             | 6             |   |   |              |                |                |              |              |  |
|  |               | Jan Vacek      | Jan Vacek      | 6           | 7           |  |  | Jan Vacek     | Jan Vacek      | 7              | 1             | 2             |   |   |              |                |                |              |              |  |
|  | 6             | Peter Luczak   | Peter Luczak   | 4           | 5           |  |  |               |                |                |               |               |   |   |              |                |                |              |              |  |

### Sezione 4
|  | Primo turno    | Primo turno        | Primo turno        | Primo turno | Primo turno |  |  | Secondo turno | Secondo turno      | Secondo turno      | Secondo turno | Secondo turno |   |   | Ultimo turno | Ultimo turno       | Ultimo turno       | Ultimo turno | Ultimo turno |  |
|  |                |                    |                    |             |             |  |  |               |                    |                    |               |               |   |   |              |                    |                    |              |              |  |
|  | 4              | Alex Bogomolov Jr. | Alex Bogomolov Jr. | 6           | 6           |  |  |               |                    |                    |               |               |   |   |              |                    |                    |              |              |  |
|  |                | David To           | David To           | 2           | 1           |  |  | 4             | Alex Bogomolov Jr. | Alex Bogomolov Jr. | 6             | 7             |   |   |              |                    |                    |              |              |  |
|  | Luke Bourgeois | Luke Bourgeois     | Luke Bourgeois     | 6           | 6           |  |  |               | Luke Bourgeois     | Luke Bourgeois     | 3             | 63            |   |   |              |                    |                    |              |              |  |
|  | Callum Beale   | Callum Beale       | Callum Beale       | 3           | 4           |  |  |               |                    |                    |               |               |   |   | 4            | Alex Bogomolov Jr. | Alex Bogomolov Jr. | 4            | 2            |  |
|  | Andrew Derer   | Andrew Derer       | Andrew Derer       | 6           | 6           |  |  |               |                    | 8                  | Amer Delić    | Amer Delić    | 6 | 6 |              |                    |                    |              |              |  |
|  | Gastón Etlis   | Gastón Etlis       | Gastón Etlis       | 3           | 2           |  |  |               | Andrew Derer       | Andrew Derer       | 4             | 3             |   |   |              |                    |                    |              |              |  |
|  | 8              | Amer Delić         | Amer Delić         | 6           | 6           |  |  | 8             | Amer Delić         | Amer Delić         | 6             | 6             |   |   |              |                    |                    |              |              |  |
|  |                | Shannon Nettle     | Shannon Nettle     | 4           | 3           |  |  |               |                    |                    |               |               |   |   |              |                    |                    |              |              |  |